# Fonts baptismaux de Gerpinnes
Les fonts baptismaux de Gerpinnes se situent en l'église Saint-Michel de Gerpinnes, commune belge de la province de Hainaut. 
Ils constituent un des plus beaux exemples de fonts baptismaux romans de Belgique, aux côtés des fonts baptismaux de Saint-Barthélemy à Liège, de Saint-Séverin-en-Condroz, de Gentinnes, de Beauvechain, de Furnaux et de Zedelgem.

## Historique
Les fonts baptismaux romans de Gerpinnes ont été réalisés au XIIe siècle,. 
L'église et ses fonts baptismaux font l'objet d'un classement au titre des monuments historiques depuis le 20 juin 1949.
En 1967, les fonts baptismaux sont restaurés et de nouvelles colonnettes sont mis en place.

## Localisation
Les fonts baptismaux sont situés, non dans une chapelle au fond d'un collatéral comme c'est généralement le cas, mais au centre de la nef de l'église Saint-Michel.

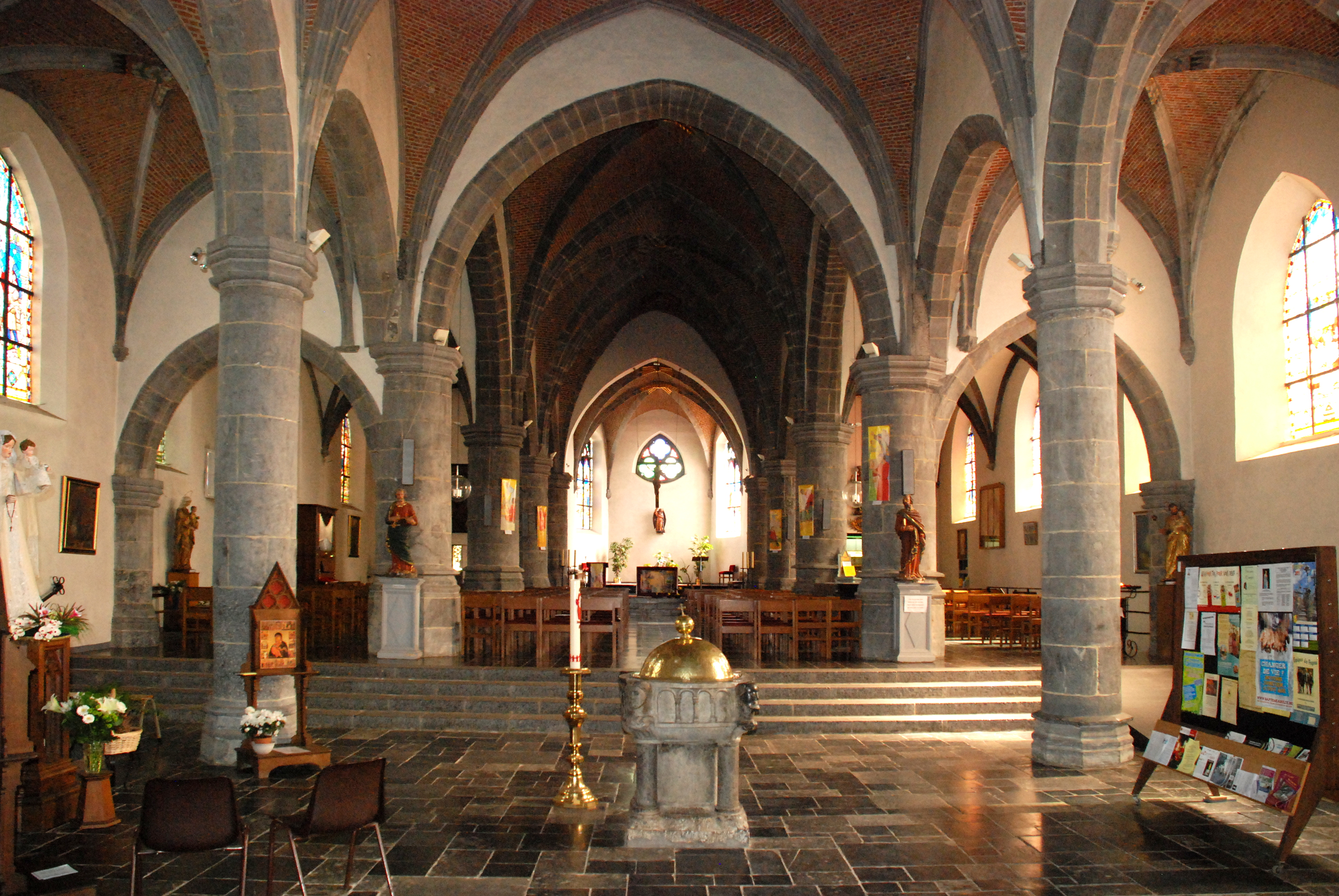
Les fonts baptismaux au centre de la nef.

## Description

### Structure
La cuve baptismale en pierre calcaire est portée par un pilier central massif et par quatre colonnes reposant sur un socle carré.

### Ornementation des angles
La cuve est décorée aux angles de quatre têtes, comme celles des fonts baptismaux de Saint-Séverin-en-Condroz et des fonts baptismaux de Beauvechain.
Ces quatre têtes représentent les quatre fleuves qui abreuveraient le jardin d'Éden mentionnés dans la Bible, dans le deuxième chapitre du Livre de la Genèse (Gn 2) : le Tigre, l'Euphrate, le Pishôn et le Gihôn.
Deux de ces têtes sont sculptées dans une pierre noire et deux dans une pierre plus claire.

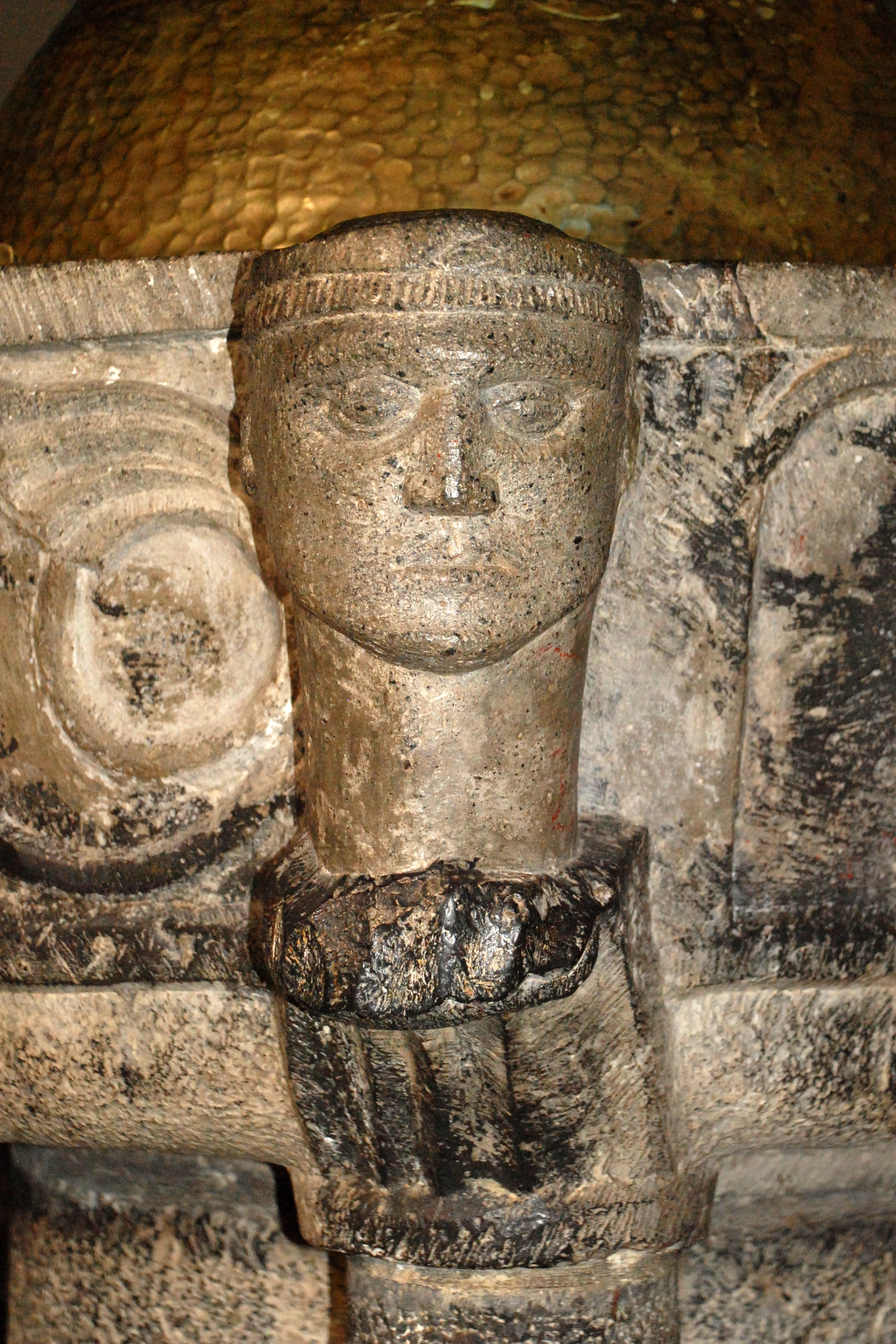
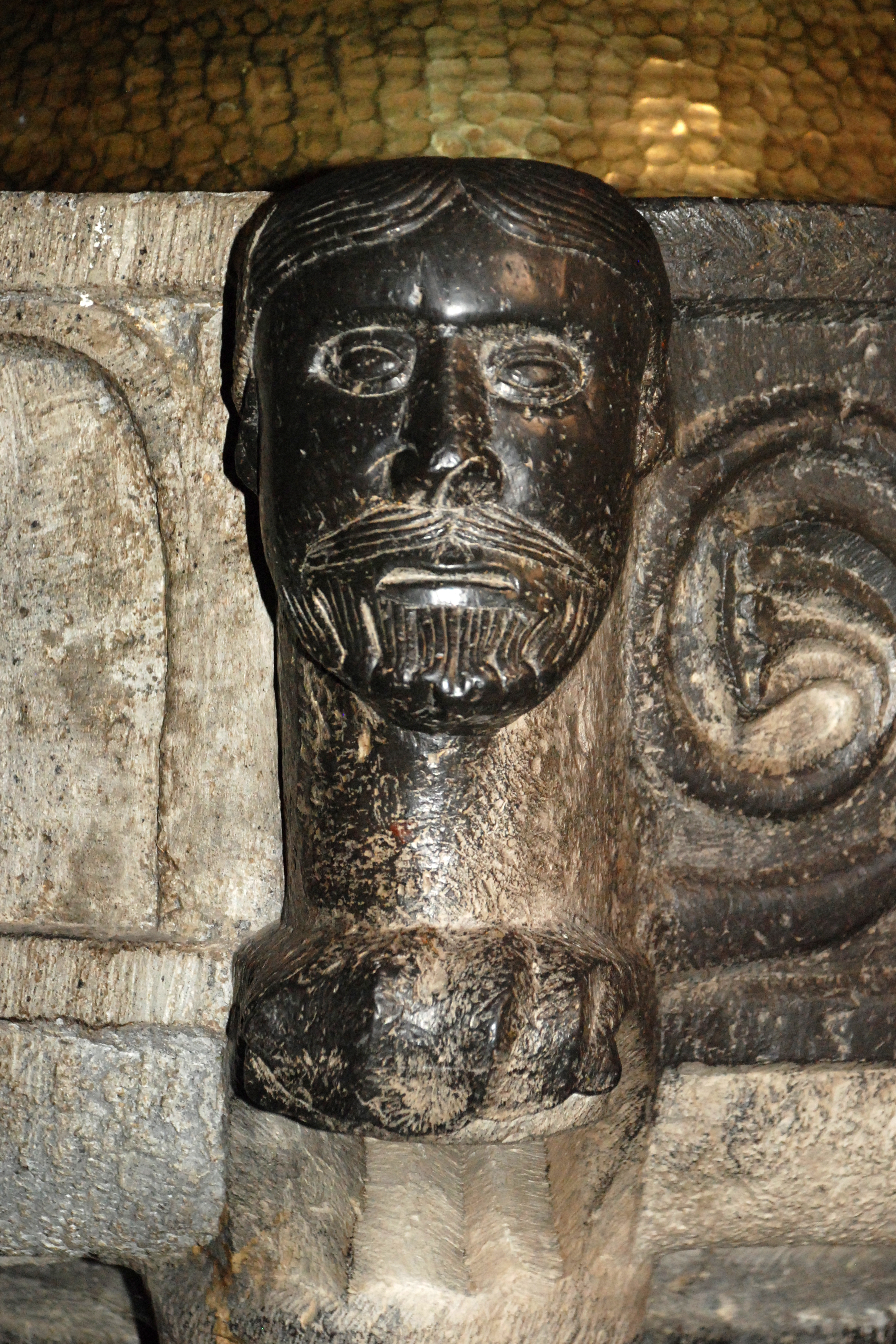
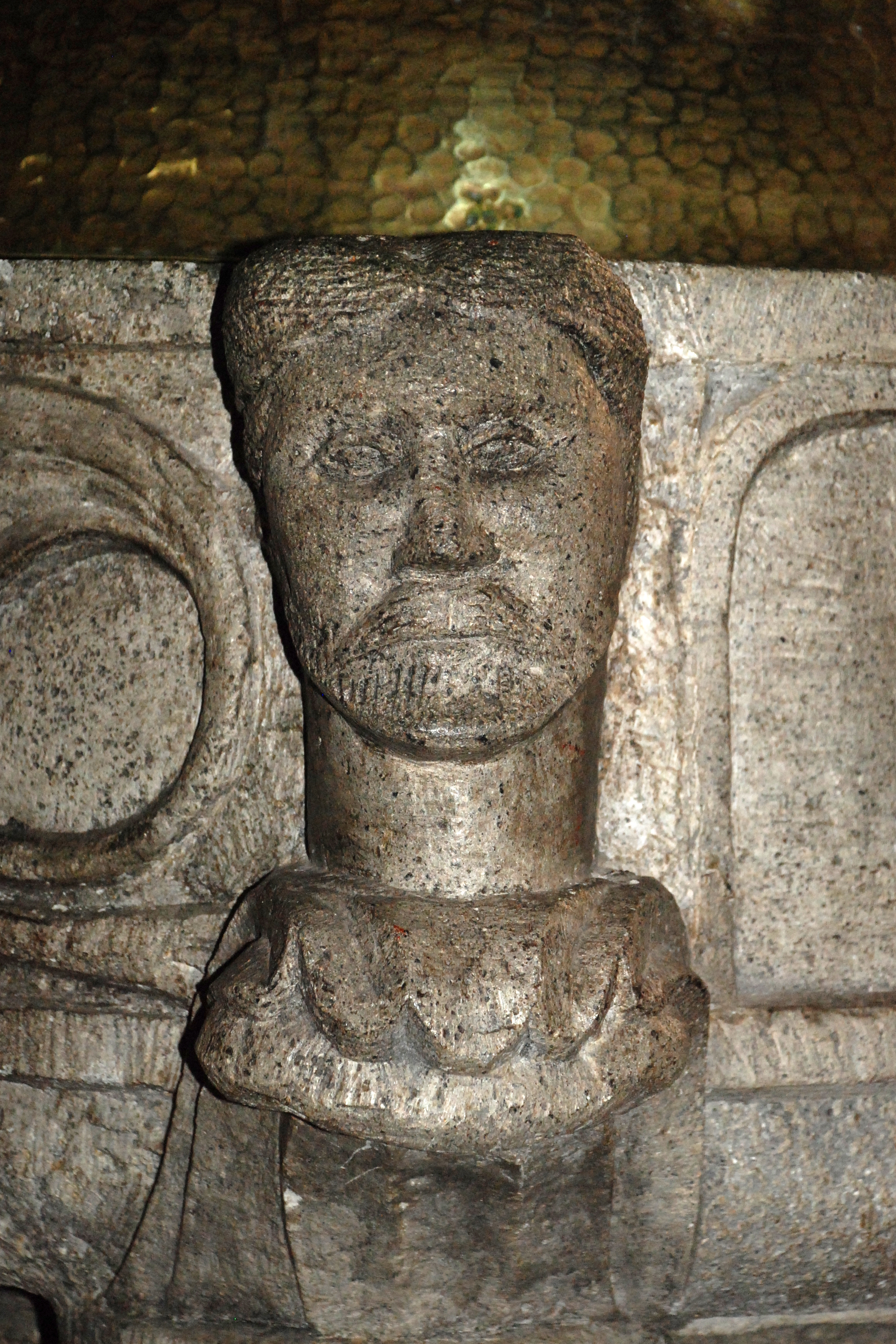
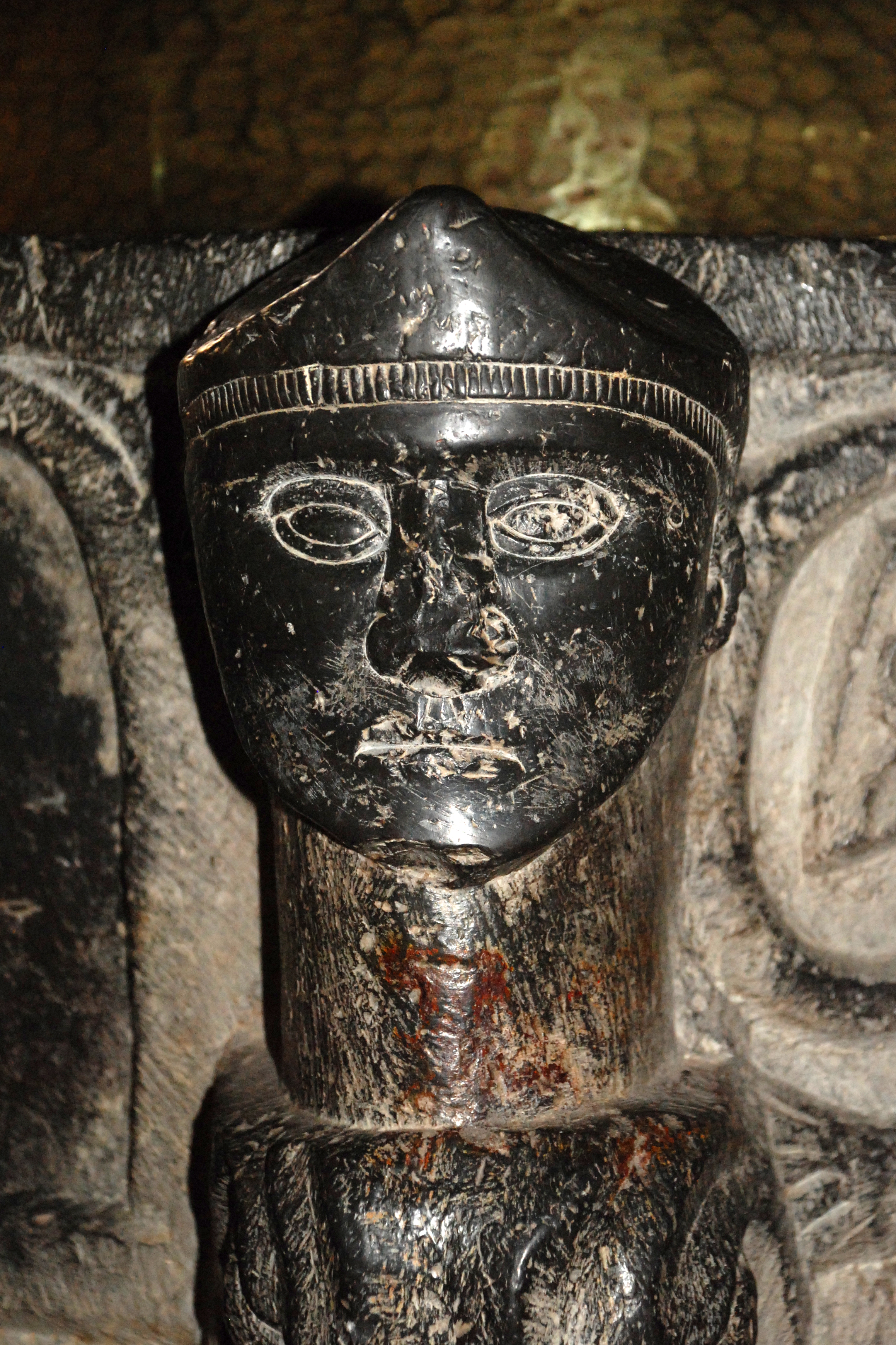

### Ornementation des côtés
Les faces orientales et occidentales de la cuve présentent un décor de colonnettes surmontées d'arcs en plein cintre.
Ses faces septentrionale et méridionale sont quant à elles ornées d'entrelacs végétaux.

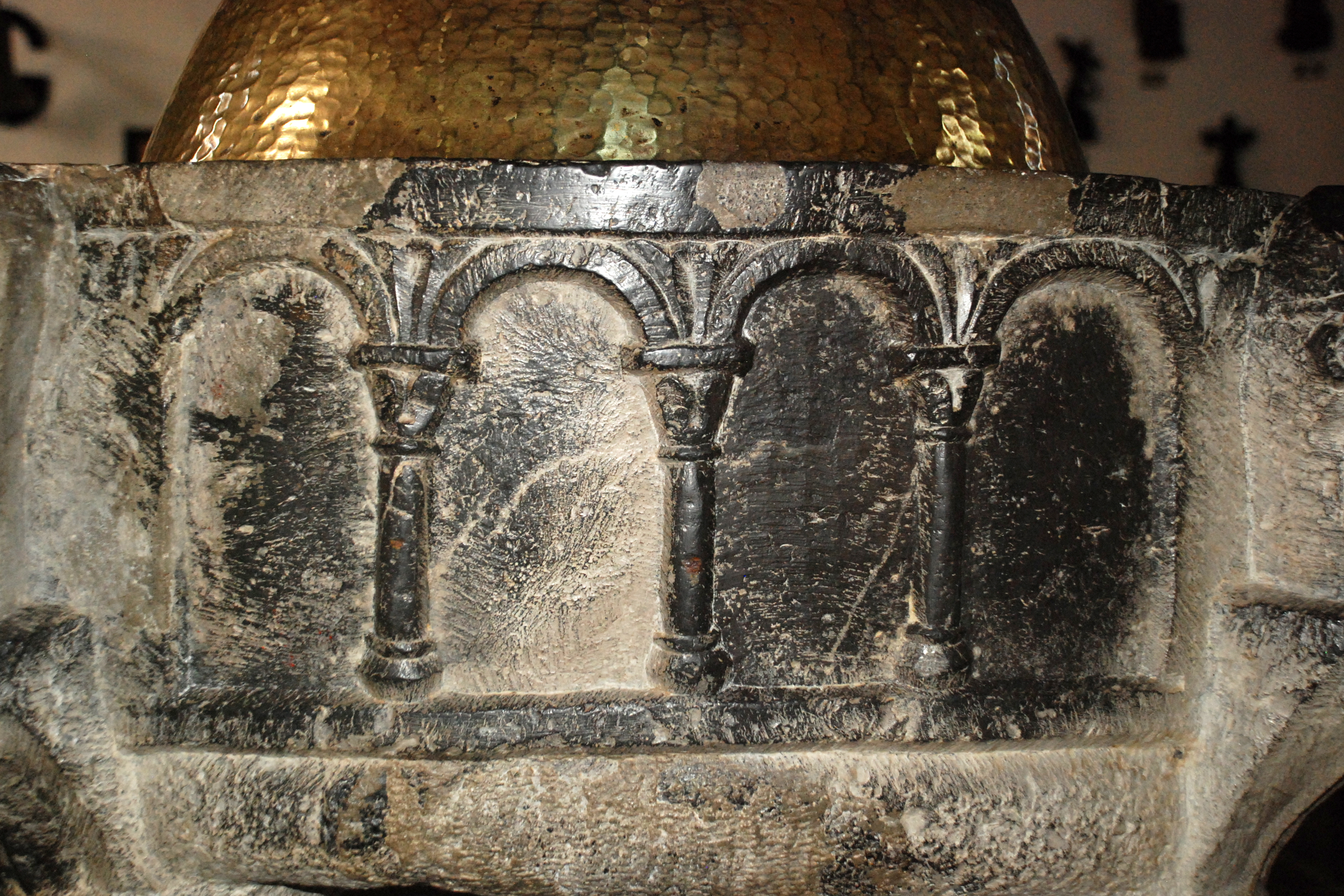
Face ornée d'arcades.
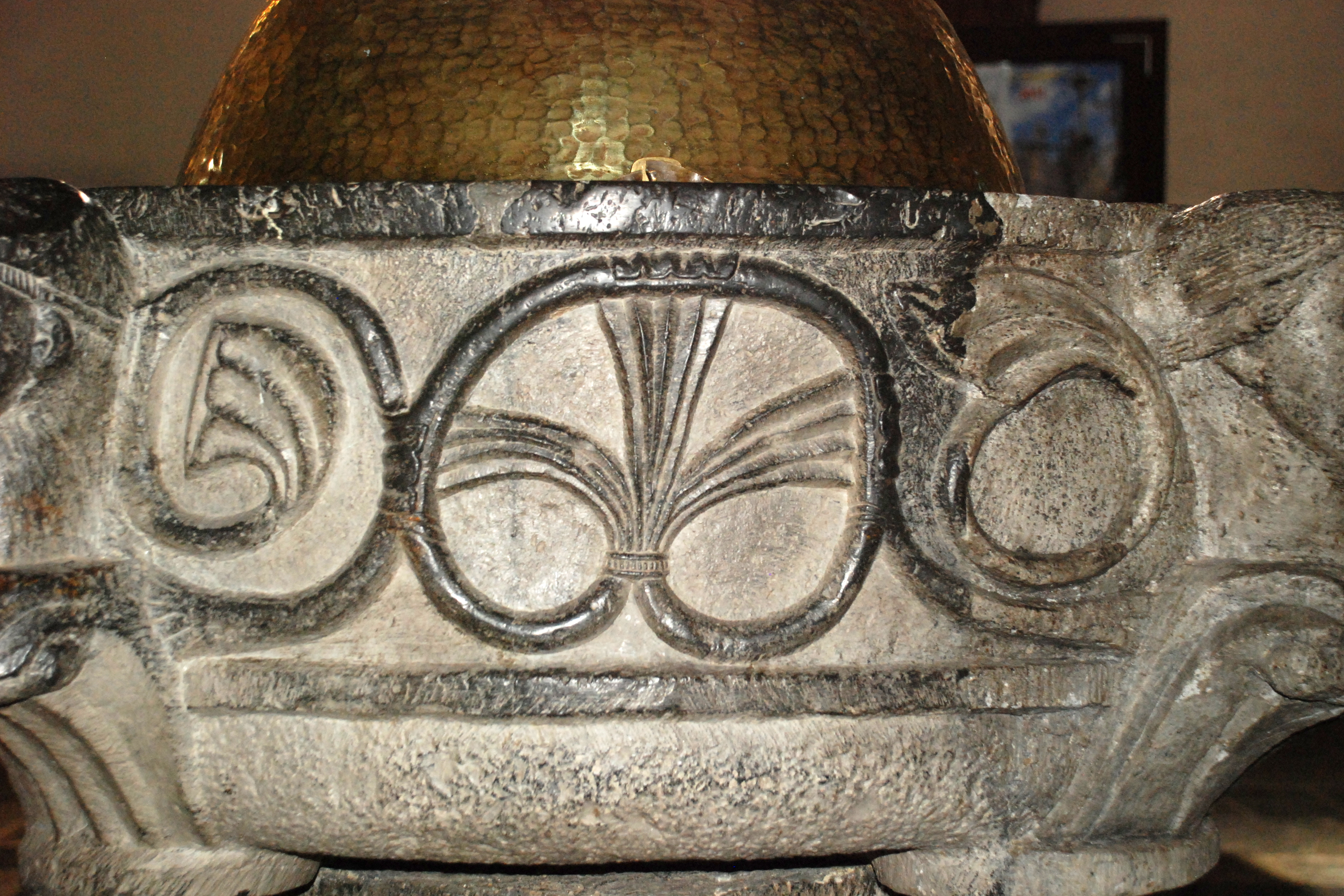
Face ornée d'entrelacs végétaux.